# Matt Maloney
Matt Maloney (Silver Spring, Maryland; 6 de diciembre de 1971) es un exjugador de baloncesto estadounidense que disputó seis temporadas en la NBA y una más en la CBA. Con 1,91 metros de estatura, lo hacía en la posición de base.

## Trayectoria deportiva

### Universidad
Tras jugar su primera temporada como universitario en los Commodores de la Universidad Vanderbilt, fue transferido a los Quakers de la Universidad de Pensilvania, donde jugó tres temporadas más, promediando en total 15,0 puntos, 3,9 asistencias y 2,9 rebotes por partido. En su última temporada fue elegido Jugador del Año de la Ivy League.

### Profesional
Tras no ser elegido en el Draft de la NBA de 1995, fichó por los Golden State Warriors, quienes sin embargo lo despidieron antes del comienzo de la temporada, marchándose a jugar una temporada a los Grand Rapids Mackers de la CBA, donde promedia 12,1 puntos y 5,5 asistencias, siendo incluido en el segundo mejor quinteto de rookies de la temporada.
Antes del comienzo de la temporada 1996-97 ficha como agente libre por los Houston Rockets, donde a las órdenes de Rudy Tomjanovich se convierte sorprendentemente en el base titular del equipo, acabando el año promediando 9,4 puntos y 3,7 asistencias por partido, que le valieron para ser incluido en el segundo mejor quinteto de rookies de la NBA. Jugó dos temporadas más con los Rockets, quienes incluso le firmaron un contrato por 7 años, pero fue despedido meses después.
Al año siguiente ficha por Chicago Bulls, donde juega una temporada, en la que promedia 6,4 puntos y 2,7 asistencias por partido, pero finalmente los Bulls terminan renunciando a sus derechos. En 2000 ficha por Atlanta Hawks, donde jugaría dos temporadas más antes de retirarse definitivamente.

## Estadísticas de su carrera en la NBA

### Temporada regular
| Temporada | Edad | Equipo          | Liga | P   | TIT | MIN  | TC  | TCA | %TC  | 3P  | 3PA | %3P  | TL  | TLA | %TL  | R.OF. | R.DEF. | REB | ASIS | ROB | TAP | PER | FP  | PTS |
| 1996-97   | 25   | Houston Rockets | NBA  | 82  | 82  | 29.1 | 3.3 | 7.5 | .441 | 1.9 | 4.6 | .404 | 0.9 | 1.1 | .763 | 0.2   | 1.7    | 2.0 | 3.7  | 1.0 | 0.0 | 1.5 | 1.5 | 9.4 |
| 1997-98   | 26   | Houston Rockets | NBA  | 78  | 78  | 28.4 | 3.1 | 7.5 | .408 | 1.6 | 4.4 | .364 | 0.8 | 1.0 | .833 | 0.2   | 1.6    | 1.8 | 2.8  | 0.8 | 0.1 | 1.4 | 1.3 | 8.6 |
| 1998-99   | 27   | Houston Rockets | NBA  | 15  | 7   | 12.4 | 0.3 | 1.9 | .179 | 0.1 | 1.0 | .067 | 0.7 | 0.7 | .909 | 0.1   | 0.5    | 0.7 | 1.4  | 0.3 | 0.0 | 0.9 | 0.5 | 1.4 |
| 1999-00   | 28   | Chicago Bulls   | NBA  | 51  | 12  | 23.0 | 2.2 | 6.2 | .358 | 1.2 | 3.4 | .356 | 0.7 | 0.9 | .822 | 0.2   | 1.1    | 1.3 | 2.7  | 0.6 | 0.1 | 1.2 | 0.8 | 6.4 |
| 2000-01   | 29   | Atlanta Hawks   | NBA  | 55  | 27  | 25.5 | 2.7 | 6.3 | .420 | 0.9 | 2.6 | .359 | 0.5 | 0.6 | .765 | 0.3   | 1.9    | 2.1 | 2.8  | 1.0 | 0.1 | 1.3 | 1.7 | 6.7 |
| 2002-03   | 31   | Atlanta Hawks   | NBA  | 14  | 0   | 7.4  | 0.6 | 1.8 | .320 | 0.4 | 1.1 | .333 | 0.2 | 0.4 | .600 | 0.1   | 0.4    | 0.5 | 1.2  | 0.3 | 0.0 | 0.4 | 0.6 | 1.7 |
| Total     |      |                 | NBA  | 295 | 206 | 25.3 | 2.7 | 6.5 | .408 | 1.4 | 3.6 | .372 | 0.7 | 0.9 | .797 | 0.2   | 1.5    | 1.7 | 2.9  | 0.8 | 0.0 | 1.3 | 1.3 | 7.4 |

### Playoffs
| Temporada | Edad | Equipo          | Liga | P  | MIN | TCA | TC  | 3PA | 3P  | TLA | TL | R.OF. | REB | ASIS | ROB | TAP | PER | FP | PTS | %TC  | %3P  | %FT  | MIN  | PTS  | REB | AST |
| 1996-97   | 25   | Houston Rockets | NBA  | 16 | 526 | 61  | 153 | 43  | 108 | 14  | 21 | 1     | 19  | 50   | 10  | 3   | 38  | 31 | 179 | .399 | .398 | .667 | 32.9 | 11.2 | 1.2 | 3.1 |
| 1997-98   | 26   | Houston Rockets | NBA  | 5  | 165 | 10  | 30  | 5   | 20  | 8   | 9  | 0     | 8   | 18   | 2   | 2   | 4   | 11 | 33  | .333 | .250 | .889 | 33.0 | 6.6  | 1.6 | 3.6 |
| Total     |      |                 | NBA  | 21 | 691 | 71  | 183 | 48  | 128 | 22  | 30 | 1     | 27  | 68   | 12  | 5   | 42  | 42 | 212 | .388 | .375 | .733 | 32.9 | 10.1 | 1.3 | 3.2 |